# Thomas-Morse R-5
El Thomas-Morse R-5, también conocido como TM-22, fue un avión de carreras monoplano en parasol monomotor estadounidense de los años 20 del siglo XX. Se construyeron dos aparatos para el Servicio Aéreo del Ejército de los Estados Unidos en 1922, pero tras competir en la Pulitzer Trophy Race de 1922, el modelo fue abandonado.

## Diseño y desarrollo
A principios de 1922, el Servicio Aéreo del Ejército de los Estados Unidos emitió órdenes de producción, a una serie de constructores estadounidenses, de aviones de carreras para competir en la prestigiosa Pulitzer Trophy Race. Entre las compañías que recibieron encargos estaba Thomas-Morse Aircraft, de Ithaca (Nueva York), cuyo diseñador jefe, B. Douglas Thomas, diseñó un monoplano de ala en parasol monomotor monoplaza, el Thomas-Morse TM-22, siendo ordenados dos aparatos por el Ejército como Thomas-Morse R-5.
El TM-22 estaba basado en los infructuosos aviones de caza MB-9 y entrenador MB-10 de Thomas, que habían volado en 1921, pero que fueron rápidamente abandonados. Era de construcción enteramente metálica, con recubrimiento de duraluminio corrugado sobre una estructura de duraluminio, mientras que su ala presentaba una distintiva joroba en el centro, sobre el fuselaje. Los dos prototipos tenían alas diferentes, el primer prototipo tenía una envergadura de 8,84 m y un área alar de 16,2 m², mientras que el segundo tenía una envergadura de 7,62 m y un área 13,9 m². Estaba propulsado por un único motor V-12 Packard 1A-2025 de 447 kW (600 hp), con su radiador y depósito de aceite en un contenedor por debajo del fuselaje. El avión tenía tren de aterrizaje convencional fijo.

## Historia operacional

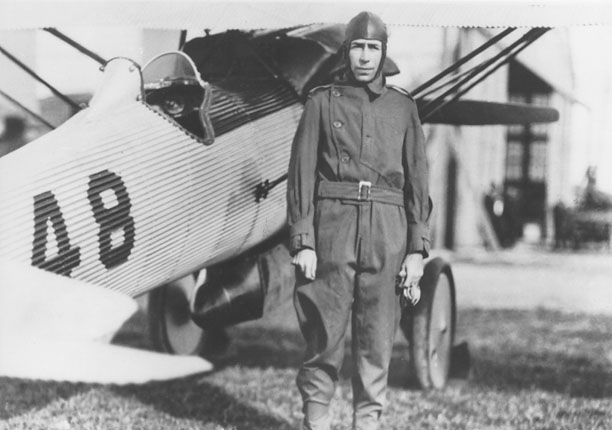
Thomas-Morse R-5 and Clayton Bissell (nótese el recubrimiento corrugado del fuselaje del avión).

Los dos aviones fueron entregados en Selfridge Field, Míchigan, en septiembre de 1922, realizando el primer prototipo su primer vuelo el 29 de septiembre. El avión sufrió problemas de refrigeración y tuvo un pobre desempeño, apenas alcanzando la velocidad de 305,78 km/h (190 mph) solicitada por el Servicio Aéreo.
A pesar de estos problemas, los dos R-5, volados por el Capitán Frank O'Driscoll Hunter y el Teniente Clayton L. Bissell, estuvieron entre los competidores de la Pulitzer Race el 14 de octubre. Bissell acabó décimo con una velocidad media de 250,4 km/h, mientras que Hunter acabó decimoprimero, con una velocidad de 240,4 km/h, siendo los dos últimos aviones en completar la carrera.
Ambos aviones fueron enviados a McCook Field, Dayton (Ohio), para realizar más pruebas en 1923, donde fueron destruidos en pruebas estructurales estáticas.

## Variantes
TM-22
Designación interna de la compañía, dos construidos.
R-5
Designación dada por el USAAS al TM-22.

## Operadores
Estados Unidos
- Servicio Aéreo del Ejército de los Estados Unidos

## Especificaciones
Referencia datos: The American Fighter

### Características generales
- Tripulación: Uno (piloto)
- Longitud: 6,1 m (19,8 ft)
- Envergadura: 8,8 m (29 ft)
- Altura: 2,6 m (8,5 ft)
- Superficie alar: 16,2 m² (174,4 ft²)
- Peso cargado: 1293 kg (2849,8 lb)
- Planta motriz: 1× motor lineal V-12 refrigerado por líquido Packard 1A-2025.
  - Potencia: 450 kW (620 HP; 612 CV)

### Rendimiento
- Velocidad nunca excedida (Vne): 303 km/h (188 MPH; 164 kt)

## Aeronaves relacionadas

### Aeronaves similares
- Curtiss R-6

### Secuencias de designación
- Secuencia TM-_ (interna de Thomas-Morse): ← MB-7 - MB-9 - MB-10 - TM-22 - TM-23 - TM-24 - O-19 →
- Secuencia R-_ (Aviones de Carreras (Racer) del USAAS, 1919-1924): ← R-2 - R-3 - R-4 - R-5 - R-6 - R-7 - R-8